# Lancia Delta
Lancia Delta je jedním z nejslavnějších modelů italské automobilky Lancia. V letech 1987 až 1992 získal tento vůz šestkrát v řadě titul mistra světa v automobilových soutěžích — rallye. Vozy Lancia Delta s integrálním pohonem všech kol se právem zapsaly zlatým písmem do dějin světového automobilového vývoje a sportu a jsou hojně vyhledávány sběrateli ze všech zemí světa. Vozy byly vyráběny jako pětidveřový hatchback střední třídy.

## Historie

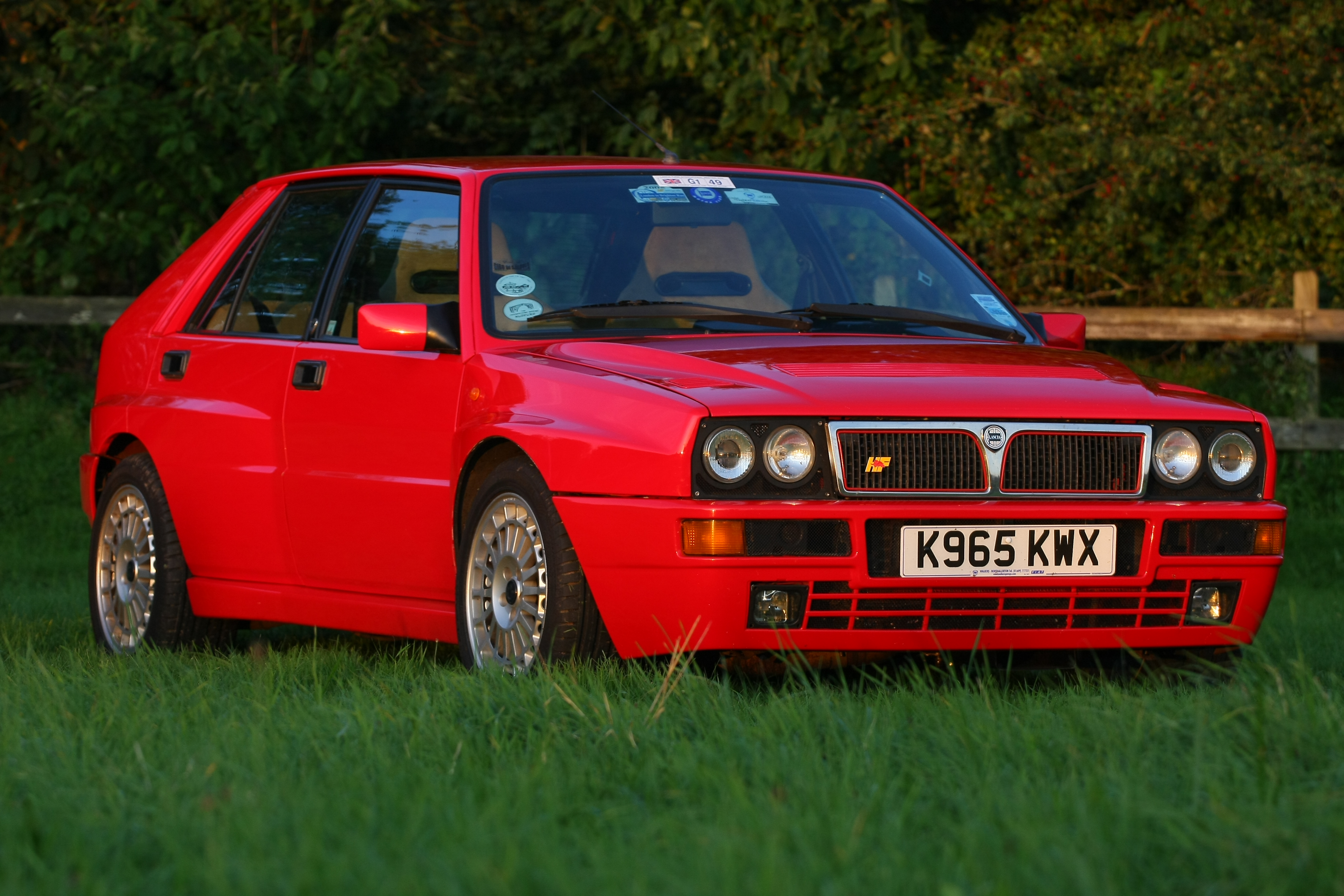
Lancia Delta HF Integrale 16v Evoluzione II (druhé generace)

Poprvé se představila v roce 1979. Její design vytvořil Giorgio Giugiaro. V roce 1980 získala titul Auto roku. Delta vznikla na platformě společné s Fiatem Ritmo a na vývoji "projektu 600" se zpočátku podílel i Saab. Záhy se však Fiat se Saabem rozešli a každá z automobilek si vytvořila na základě společné koncepce vlastní podlahovou plošinu. První generace Delty byla nabízena s motory 1,3 a 1,5 l a odbornou veřejnost při svém představení oslovila zejména variabilním a prostorným interiérem, praktičností, pružnými motory a zejména na svou dobu výjimečnými jízdními vlastnostmi.
Nadčasové řešení celého automobilu a především jeho zadní kinematiky bylo ale časem pro zákazníky zneváženo zejména vysokou poruchovostí elektrických i mechanických částí, korozí karoserie vyráběné z nekvalitního ruského plechu (dodávaného v rámci bártru za výstavbu automobilky VAZ v Togliatti) a vysokými nároky na údržbu podvozku a zavěšení kol.
V průběhu výroby byl model Delta v mnoha ohledech přepracován zejména s ohledem na zvýšení kvality.
Motory byly nahrazeny novější řadou 1600 GT a 1600 HF Turbo, později modifikovanými jako 1600 GT i. e. a HF Turbo (1,6 l/140 koní), změnila se elektroinstalace, kompletní interiér a další prvky vozu, ale ani tak model Delta ani přes své nesporné technické kvality zdaleka nenaplnil v něj vkládaná očekávání. Pokles prodeje se ukázal být v letech 1984/1985 kritický a bylo jasné, že se NĚCO musí stát. To NĚCO byl aktivní sportovní program, který Lancia již dříve použila u staršího modelu Lancia Beta. U modelu Delta však nejenže naplnil všechna očekávání, ale byl zdrojem zrození světového fenoménu.
V roce 1985 byla představena první verze s pohonem všech kol pod označení Lancia Delta S4 v produkci 250 kusů. S4 byla vytvořena pro skupinu sportovních vozů (sk. B podle řádů FIA) jako speciál tvořený příhradovým chrommolybdenovým rámem s vlepenými voštinovými sendviči z Nomexu a Kevlaru.
Po řadě úmrtí se koncem roku 1986 FIA (mezinárodní automobilová federace) rozhodla ukončit účast automobilů sk. B nad 1600 cm³, což se týkalo rovněž Delty S4. Nahrazena byla velkosériově vyráběným modelem Lancia Delta HF 4WD, který ihned po svém uvedení zcela opanoval světové automobilové soutěže. V roce 1988 byla představena jeho širší evoluční verze nazvaná Lancia Delta HF Integrale, na podzim 1989 přišla Lancia Delta HF Integrale 16v, v létě 1991 Lancia Delta HF Integrale Evoluzione s rozšířenou a zpevněnou karoserií a výrobu řady 831 ukončila v roce 1994 automobilka modelem Lancia Delta HF Integrale 16v Kat (známá spíše jako Delta HF Integrale Evo II).
Model Lancia Delta HF s integrálním pohonem všech kol byl vyráběn od listopadu roku 1986 do dubna roku 1994. Představeno bylo celkem 7 modelů (HF 4 WD, HF Integrale, HF Integrale 16v, HF Integrale Kat, HF Integrale Evoluzione, HF Integrale Evoluzione Kat, HF integrale 16v Kat/EvoII) a 11 limitovaných edicí (Martini 5, Verde York, Martini 6, Giallo Ginestra, Hi-Fi Club, Club Italia, Bianco Perlato, Blue Lagos, Pearl Red, Dealer's Collection a Final Edition), z nichž dvě poslední putovaly výhradně do Japonska.

### Technická data
Lancia Delta HF 4 WD dostala do vínku zejména unikátní trakční systém s mezinápravovým epicyklickým diferenciálem Fergusson, tvořený vnitřním ozubením ve velkém kole stálého převodu a věncem s třemi dvojicemi čelního soukolí. Jako uzávěrka tohoto diferenciálu sloužila viskózní spojka, spojená s mezinápravovým diferenciálem dvojicí dutých hřídelů. V bloku s viskózní spojkou se nacházel i planetový diferenciál přední nápravy, který byl u cestovních provedení volný, přičemž hřídel levého kola procházel zmíněnou dvojicí dutých hřídelů. Zadní náprava byla osazena semiaktivním šnekovým diferenciálem americké firmy Torque Sensiq – TorSen, jehož proměnlivá svornost byla závislá na adhezních schopnostech jednotlivých kol. Tento systém zůstal principiálně zachován pro všechny Delty s integrálním pohonem všech kol.
Různé typy vozů byly vybavovány motory DOHC s litinovým blokem s dvojicí protiběžných vyvažovacích hřídelů a hlavou válců z lehkých slitin s dvojicí vačkových hřídelů v kombinaci s pětistupňovými plně synchronizovanými mechanicky řazenými převodovkami, které měly různé odstupňování v závislosti na modelu.

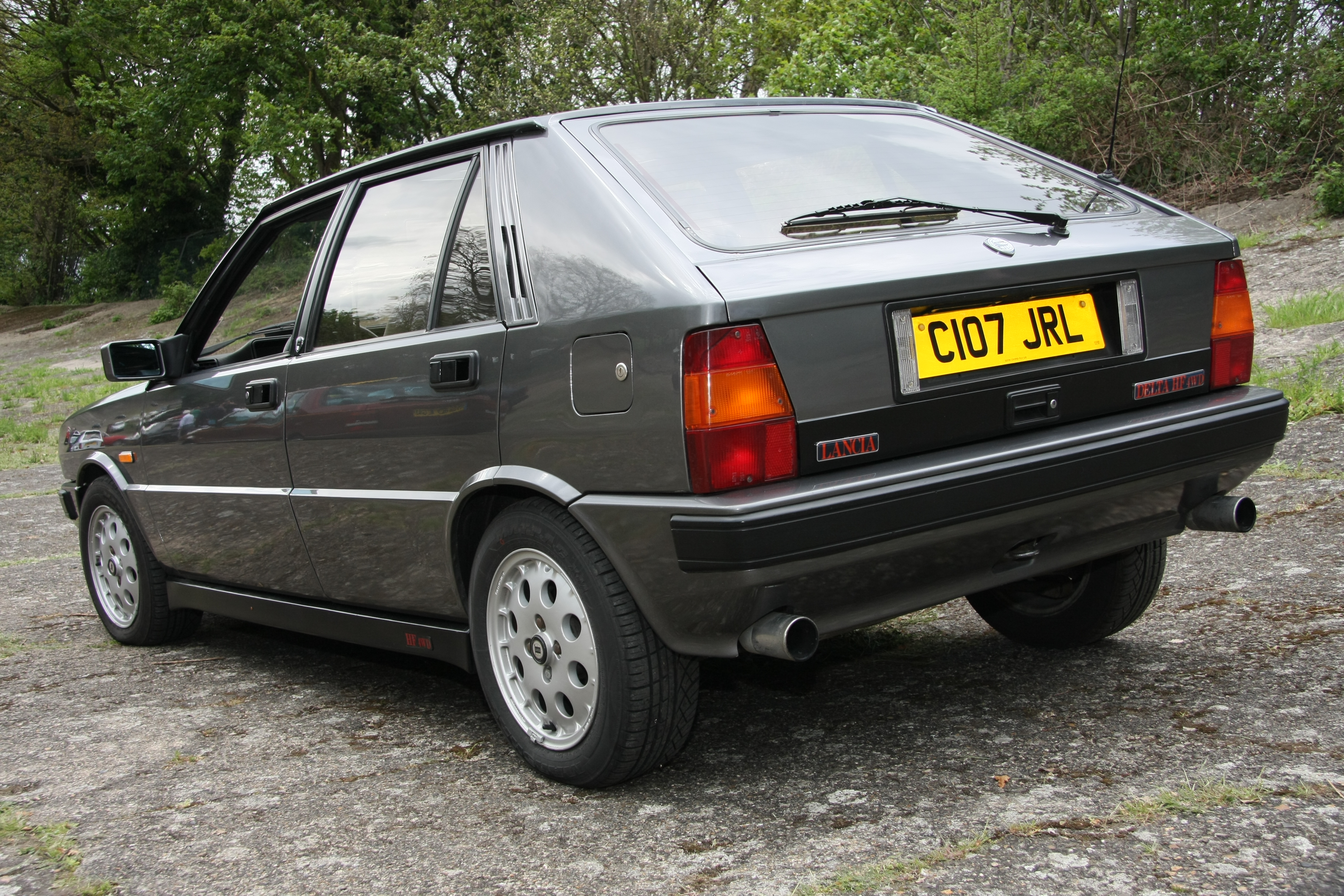
Lancia Delta HF 4WD

Lancia Delta HF 4 WD (1985-1987): model 831AB*019. Motor 831B5*000. DOHC 84 x 90 mm, 1995 cm³; Kompresní poměr 8:1, 2 ventily na válec. Maximální výkon 165 koní (DIN) při 5500/min a největší krouticí moment 283 Nm při 3500/min. Rozdělení krouticího momentu na přední/zadní nápravu v poměru 56/44 %. Vpředu jednopístkové brzdy Girling s plovoucími třmeny, vzadu plovoucí jednopístkové brzdové třmeny Bendix. Pohotovostní hmotnost vozidla 1180 kg. Zrychlení z 0 na 100 km/h za 7,8 s, maximální rychlost 208 km/h.

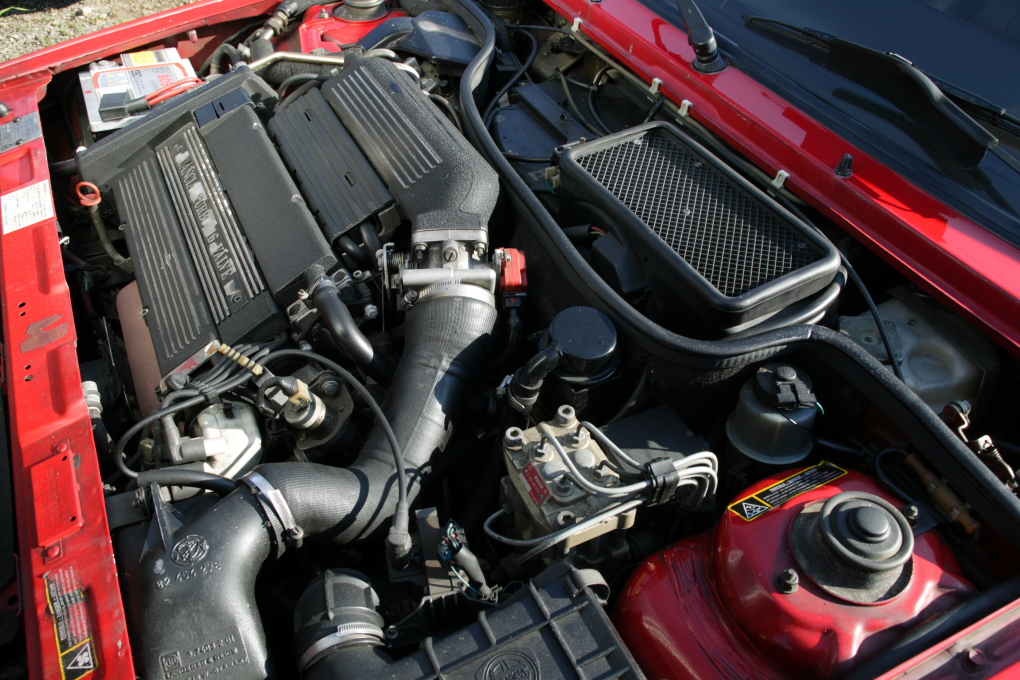
Agregát automobilu Lancia Delta HF Integrale 16V

Lancia Delta HF Integrale (1987-1989): model 831AB*024. Motor 831C5*000. DOHC 84 x 90 mm, 1995 cm³; Kompresní poměr 8:1, 2 ventily na válec. Maximální výkon 185 koní (DIN) při 5500/min a největší krouticí moment 294 Nm při 3500/min. Rozdělení krouticího momentu na přední/zadní nápravu v poměru 56/44 %. Vpředu jednopístkové brzdy Girling s plovoucími třmeny a kotouči 284 x 22 mm, vzadu plovoucí jednopístkové brzdové třmeny Bendix a kotouče 227 x 10,9 mm. Pohotovostní hmotnost 1215 kg. Zrychlení z 0 na 100 km/h za 6,9 s, maximální rychlost 215 km/h, sprint na 1 km z místa za 27,8 s.
Lancia Delta HF Integrale 16v (1989-1991): model 831AB*026. Motor 831D5*000. DOHC 84 x 90 mm, 1995 cm³; kompresní poměr 8:1, 4 ventily na válec. Maximální výkon 196 koní (CEE) při 5750/min a největší krouticí moment 298 Nm při 3000/min. Rozdělení krouticího momentu na přední/zadní nápravu v poměru 47/53 %. Vpředu jednopístkové brzdy Girling s plovoucími třmeny a kotouči 284 x 22 mm, vzadu plovoucí jednopístkové brzdové třmeny Girling a kotouče 227 x 10,9 mm. Pohotovostní hmotnost 1250 kg. Zrychlení z 0 na 100 km/h za 5,7 s, maximální rychlost 220 km/h, sprint na 1 km z místa za 26,1 s.
Lancia Delta HF Integrale Kat (1989-1992): model 831AB*024S. Motor 831C5*046. DOHC 84 x 90 mm, 1995 cm³; Kompresní poměr 7,5:1, 2 ventily na válec. Maximální výkon 181 koní (CEE) při 5500/min a největší krouticí moment 291 Nm při 3250/min. Rozdělení krouticího momentu na přední/zadní nápravu v poměru 47/53 %. Vpředu jednopístkové brzdy Girling s plovoucími třmeny a kotouči 284 x 22 mm, vzadu plovoucí jednopístkové brzdové třmeny Girling a kotouče 227 x 10,9 mm. Pohotovostní hmotnost 1255 kg. Zrychlení z 0 na 100 km/h za 6,9 s, maximální rychlost 215 km/h, sprint na 1 km z místa za 27,9 s.
Lancia Delta HF Integrale Evoluzione (1991-1993): model 831AB*027. Motor 831E5*000. DOHC 84 x 90 mm, 1995 cm³; Kompresní poměr 8:1, 4 ventily na válec. Maximální výkon 205 koní (CEE) při 5750/min a největší krouticí moment 298 Nm při 3000/min. Rozdělení krouticího momentu na přední/zadní nápravu v poměru 47/53 %. Vpředu čtyřpístkové brzdy Brembo s pevnými třmeny a kotouči 281 x 24 mm, vzadu plovoucí jednopístkové brzdové třmeny Girling a kotouče 240,5 x 10,9 mm. Pohotovostní hmotnost 1310 kg. Zrychlení z 0 na 100 km/h za 5,7 s, maximální rychlost 220 km/h, sprint na 1 km z místa za 26,1 s.
Lancia Delta HF Integrale Evoluzione Kat (1992-1993): model 831AB*028. Motor 831C5*046. DOHC 84 x 90 mm, 1995 cm³; Kompresní poměr 7,5:1, 2 ventily na válec. Maximální výkon 177 koní (CEE) při 5250/min a největší krouticí moment 291 Nm při 3250/min. Rozdělení krouticího momentu na přední/zadní nápravu v poměru 47/53 %. Vpředu čtyřpístkové brzdy Brembo s pevnými třmeny a kotouči 281 x 24 mm, vzadu plovoucí jednopístkové brzdové třmeny Girling a kotouče 240,5 x 10,9 mm. Pohotovostní hmotnost 1315 kg. Zrychlení z 0 na 100 km/h za 6,8 s, maximální rychlost 215 km/h, sprint na 1 km z místa za 27,8 s.
Lancia Delta HF Integrale 16v Kat (1993-1994): model 831AB*029. Motor 831E5*046. DOHC 84 x 90 mm, 1995 cm³; Kompresní poměr 8:1, 4 ventily na válec. Maximální výkon 215 koní (CEE) při 5750/min a největší krouticí moment 304 Nm při 2500/min. Rozdělení krouticího momentu na přední/zadní nápravu v poměru 47/53 %. Vpředu čtyřpístkové brzdy Brembo s pevnými třmeny a kotouči 281 x 24 mm, vzadu plovoucí jednopístkové brzdové třmeny Girling a kotouče 240,5 x 10,9 mm. Pohotovostní hmotnost Pohotovostní hmotnost 1325 kg. Zrychlení z 0 na 100 km/h za 5,7 s, maximální rychlost 220 km/h, sprint na 1 km z místa za 26,1 s.

## Druhá generace

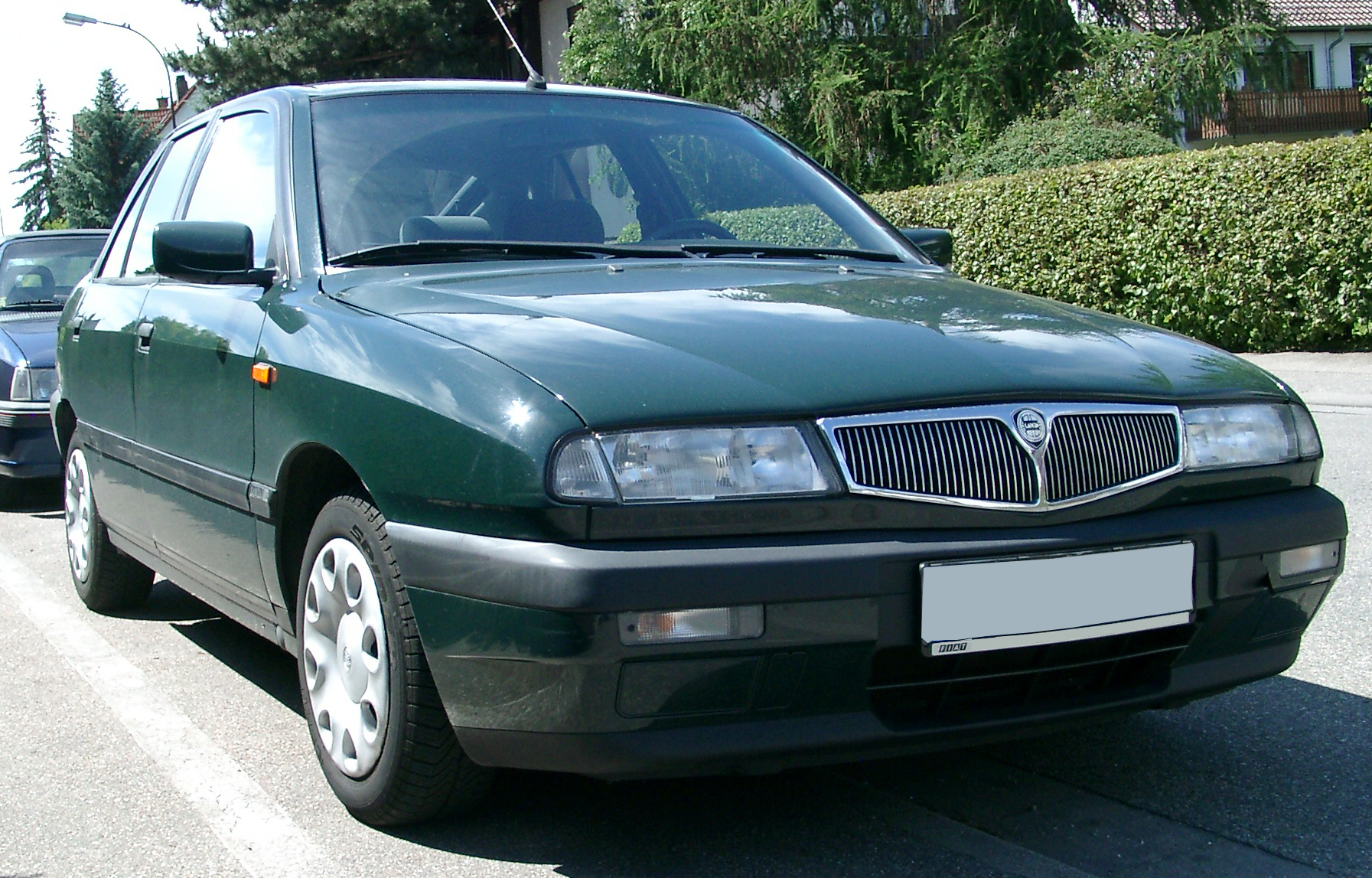
Druhá generace

Druhá generace vozu Lancia Delta byla postavena na unifikované podlahové plošině koncernu Fiat, kterou využívala celá řada vozů: Fiat Tipo/Tempra, Fiat Bravo/Brava/Marea, Fiat Coupé, Alfa Romeo 145/146/155/GTV/Spider, Lancia Delta/Dedra. Rovněž konstrukce podvozku byla až na výjimky podobná (GTV/Spider a homologační verze GTA odvozená z modelu Q4 s pohonem všech kol od Alfy Romeo měly jinou konstrukci zadní nápravy), lišila se pouze šířkou ramen a jejich uložením. Přední náprava byla tvořena trojúhelníkovými kovanými rameny a vzpěrami McPherson, zadní vlečená ramena byla ukotvena ve valivých ložiskách na mohutné příčné nápravnici. Modely do 100 koní byly vybavovány brzdovou soustavou se zadními bubnovými brzdami, nad 100 koní disponovaly na všech kolech kotoučovými brzdami. U většiny modelů nad 100 k bylo ABS součástí standardní nabídky.
Lancia Delta 2. generace (836) byla vyráběna v letech 1993-99 v provedení třídveřovém i pětidveřovém. Základem nabídky byly čtyřválce koncernu Fiat, konkrétně benzinové motory v několika provedeních:
- Lancia Delta 1.6 (75 koní OHC, SPI, max. rychlost 172 km/h, zrychlení 0–100 km/h za 13,8 s)
- Lancia Delta 1.6 i. e. (90 koní OHC, MPI, max. rychlost 180 km/h, zrychlení 0–100 km/h za 12,3 s)
- Lancia Delta 1.6 16v (103 koní DOHC, 16v MPI, max. rychlost 190 km/h, zrychlení 0–100 km/h za 11 s)
- Lancia Delta 1.8 i. e. (105 koní DOHC, MPI, max. rychlost 185 km/h, zrychlení 0–100 km/h za 12 s)
- Lancia Delta 1.8 16v (113 koní DOHC 16v MPI, max. rychlost 195 km/h, zrychlení 0–100 km/h za 10,5 s)
- Lancia Delta 1.8 GT (131 koní DOHC 16v s variabilním časováním sacích ventilů VVT, MPI, max. rychlost 207 km/h, zrychlení 0–100 km/h za 9,6 s)
- Lancia Delta 2.0 (139 koní, DOHC 16v, MPI, max. rychlost 206 km/h, zrychlení 0–100 km/h za 9,4 s)
- Lancia Delta HF (186/193 koní, DOHC 16v, MPI, turbodmychadlo Garrett TBO367, max. rychlost 220 km/h, zrychlení 0–100 km/h za 7,5 s)

Polomotor, turbodmychadlo Garret TBO367 i elektronika Weber-Marelli IAW 4W modelu HF byly převzaty s drobnými úpravami z fenomenální Delty Integrale. Zajímavostí tohoto modelu byl přední diferenciál s omezenou svorností a na přání byly dodávány elektronicky řízené tlumiče Boge s dvěma jízdními režimy Auto a Sport. Model HF se v letech 1993–1994 vyráběl v tří- i pětidveřovém provedení, od roku 1995 však výhradně v třídveřové verzi, která byla zpevněna (pětidveřové provedení nadále nevyhovovalo svojí tuhostí v krutu).
Z naftových motorů byly k dispozici pouze čtyřválce 1,9 litru s výkonem 90 koní v provedení TD a od roku 1996 v modernizovaném a ekologičtějším provedení TDS (max. rychlost 180 km/h, zrychlení 0–100 km/h za 12,4 s).
Stupně výbavy byly nabízeny celkem tři: LE, LS a LX.
LE představovala základní nabídku čítající elektricky ovládaná skla předních dveří, hydraulický posilovač řízení s degresivním účinkem, determická skla, výškově stavitelný volant a centrální zamykání.
Výbava LS byla obohacena o výškově stavitelné sedadlo řidiče, automatickou digitální klimatizaci a dělená zadní sedadla.
U výbavy LX byla navíc sedadla a interiér z jelenicové kůže, volant a hlavice řadicí páky byly rovněž obšity kůží a nechybělo samozřejmě dálkové ovládání centrálního zamykání nebo slitinová kola.

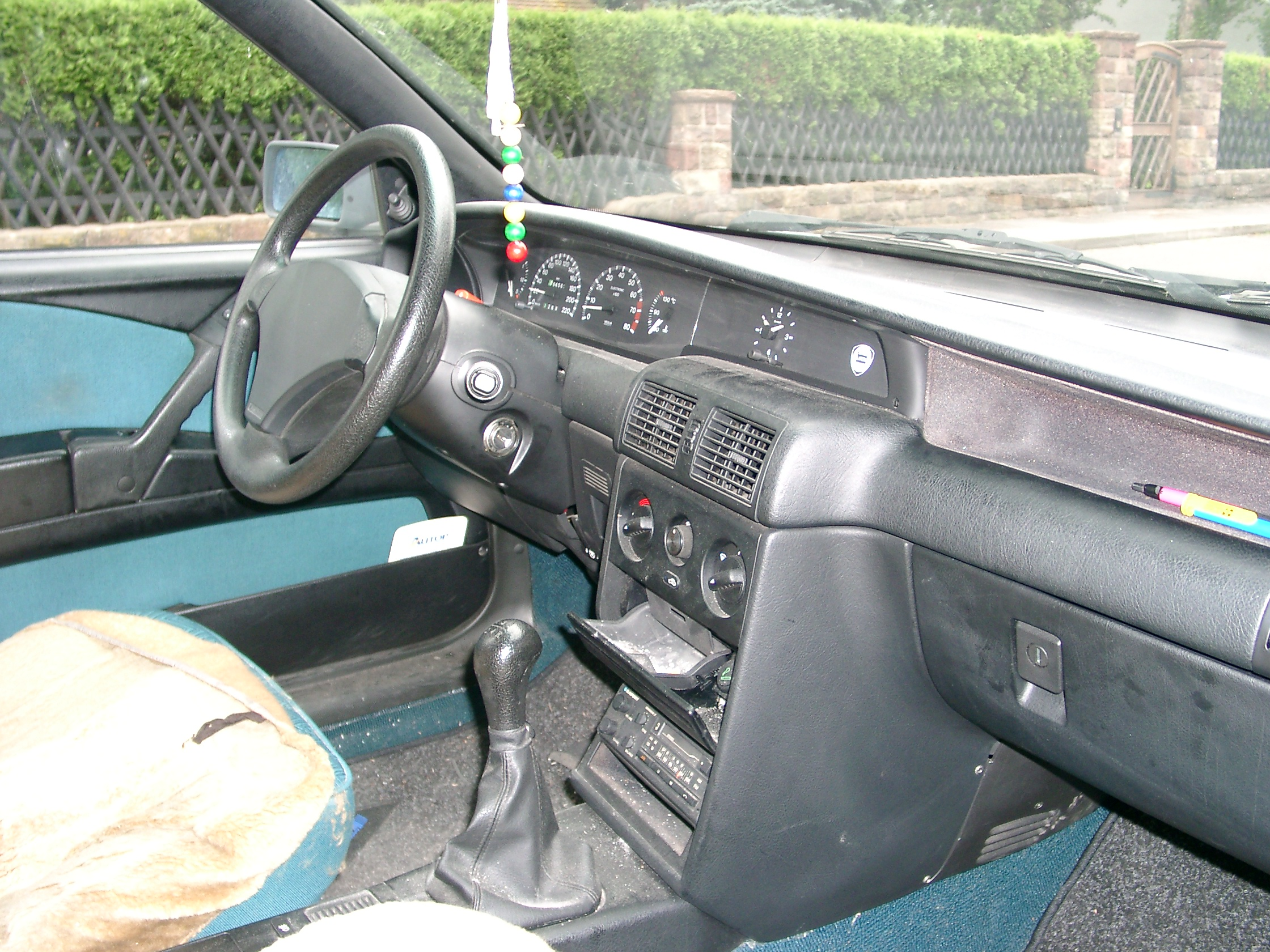
Interiér vozu Lancia Delta, r.v.1994

Druhá generace Delty se nikdy nenabízela s pohonem všech kol, přestože na stejné podlahové plošině a téměř shodným motorem vybavená Alfa Romeo 155 byla s pohonem všech kol k mání (provedení ozn. Q4 a GTA) a rovněž sesterský model Lancia Dedra byl nabízen se dvěma systémy pohonu všech kol (pod názvem Integrale s přeplňováním 2.0 8v/169 koní nebo 2.0 16v bez přeplňování a s výkonem 144 koní).
Ačkoli byla Lancia Delta druhé generace praktickým, velmi spolehlivým a nenáročným automobilem, nikdy nedosáhla oblíbenosti a výše prodejů své starší sestřičky. Největší popularity se dočkala na domácím trhu, v menší míře pak ve Francii a Španělsku. V ostatních zemí byly prodeje velmi malé. Výroba byla původně ukončena v roce 1997, v polovině roku 1999 byla však znovu spuštěna montáž verzí TDS a sportovního provedení HF ze skladových dílů. Provedení HF z let 1999–2000 se liší od starších verzí mohutnými nárazníky, vpředu s výraznými otvory pro přístup vzduchu, čestnáctipalcovými koly z lehkých slitin Speedline s designem Monte Carlo a upraveným výfukovým potrubím.
Na trhu ojetých vozidel je druhá generace Lancie Delty vyhledávána díky své nízké ceně, bezproblémovosti a nízkým provozním i serivisním nákladům (s výjimkou modelů HF, jejichž ceny na trhu ojetých automobilů jsou výrazně vyšší).

## Třetí generace

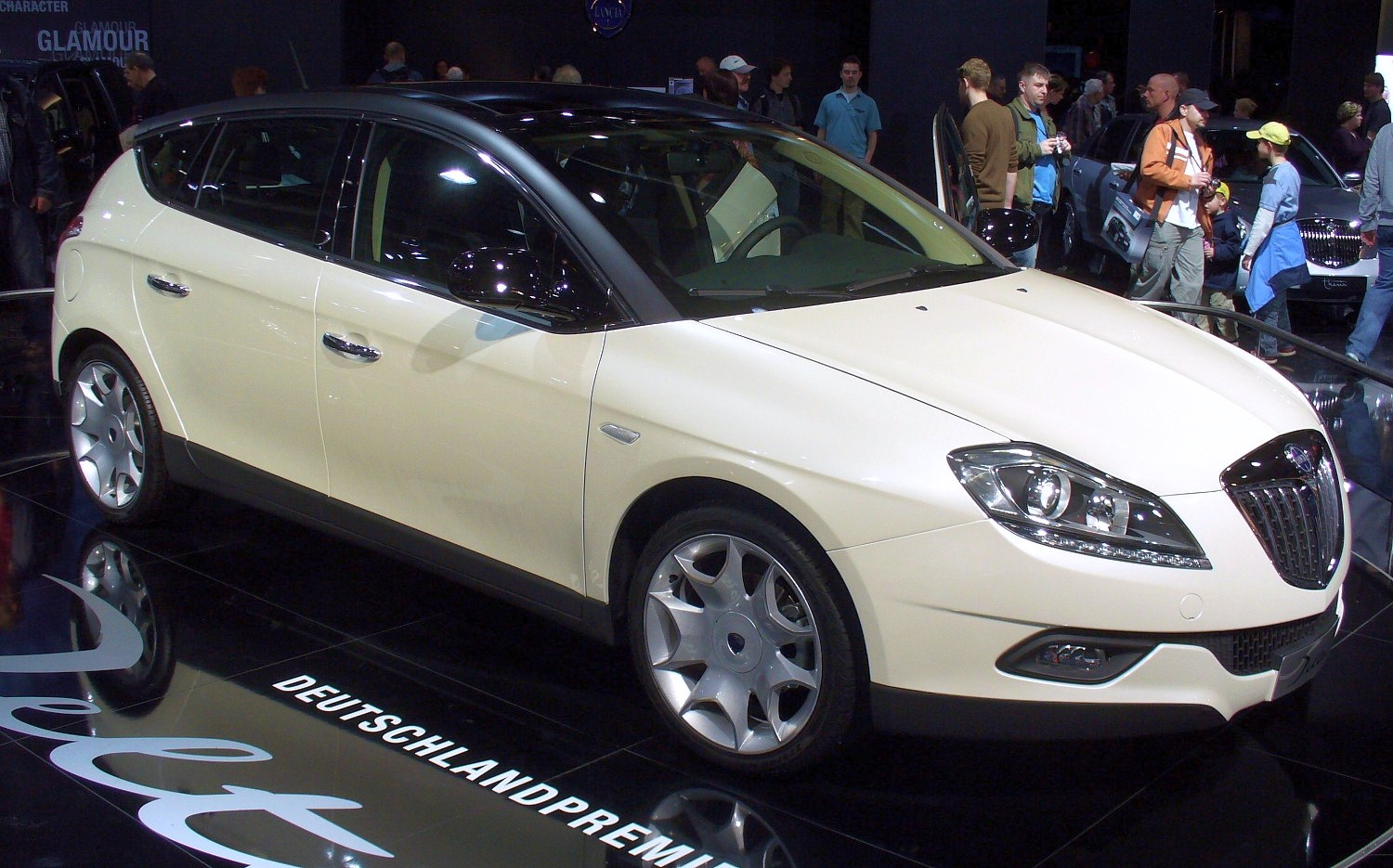
současná Delta

Lancia Delta byl automobil na pomezí nižší střední a střední třídy. Nová Delta se vyznačovala nekonvenční koncepcí karosérie, která v sobě spojovala prvky hatchbacku, kombi a MPV. Podlahová plošina je převzata z Fiatu Bravo, ale rozvor byl prodloužen o 10 cm. Vyráběla se mezi roky 2008 a 2014.

### Název
Jméno Delta odkazuje na předchozí dvě generace s totožným názvem. Ve výrobním programu Lancie však nová Delta žádný model přímo nenahrazuje a proti předchozím Deltám je dokonce o půl metru delší. Na závodní odkaz Delty Integrale třetí generace téměř jistě nenaváže, protože její karoserie je větší a model se orientuje na komfort a individualizaci, nikoliv na sportovní výkony.

### Reklamní kampaň
V televizní reklamě na novou Deltu účinkuje americký herec Richard Gere. Gere se angažuje za práva Tibeťanů a s tímto tématem reklama také pracuje. Spekulace o politickém podtextu Lancia sama rozvířila oficiálním prohlášením, že spot je pouze uměleckým dílem a nemá zasahovat do vnitřních záležitostí Číny.

### Přehled motorizací
Pro Deltu je určeno celkem šest přeplňovaných motorů. Benzínové 1.4 Turbojet jsou známé i z dalších modelů skupiny Fiat. Novinkou bude motor 1.8 Twin Turbojet vybavený přímým vstřikováním paliva a variabilní časování ventilů. Do prodeje se dostane později.
Turbodiesely jsou všechny tři nové. Základní 1.6 Multijet o výkonu 88 kW nahrazuje stejně výkonný 1.9 Multijet, který Fiat používal dříve. Motor 1.9 Twin Turbo Multijet má dvoustupňové přeplňování s jedním větším a jedním menším turbodmychadlem. Je to téměř identický motor jako 1.9 TTiD v Saab 9-3, ale v Deltě je naladěný na vyšší výkon. Nový 2.0 Multijet vzniknul převrtáním původního 1.9 Multijet o 1 mm.
| Model                           | 1.4 Turbojet     | 1.4 Turbojet     | 1.8 Twin Turbojet | 1.6 Multijet     | 1.9 Twin Turbo Multijet | 2.0 Multijet     |
| Uspořádání válců                | 4 v řadě         | 4 v řadě         | 4 v řadě          | 4 v řadě         | 4 v řadě                | 4 v řadě         |
| Druh motoru                     | turbobenzínový   | turbobenzínový   | turbobenzínový    | turbodiesel      | turbodiesel             | turbodiesel      |
| Objem (cm³)                     | 1368             | 1368             | -                 | 1598             | 1910                    | 1956             |
| Vrtání × zdvih (mm)             | 72,0 × 84,0      | 72,0 × 84,0      | -                 | 79,5 × 80,5      | 83,0 × 92,4             | 84,0 × 92,4      |
| Kompresní poměr                 | 9,8 : 1          | 9,8 : 1          | -                 | 16,5 : 1         | 16,5 : 1                | 16,5 : 1         |
| Výkon (kW)                      | 88 při 5000 ot.  | 110 při 5500 ot. | 147               | 88 při 4000 ot.  | 140 při 4000 ot.        | 121 při 4000 ot. |
| Kroutící moment (Nm)            | 206 při 1750 ot. | 206 při 2250 ot. | -                 | 300 při 1500 ot. | 400 při 2000 ot.        | 350 při 1750 ot. |
| Nejvyšší rychlost               | 195 km/h         | 210 km/h         | -                 | 194 km/h         | 222 km/h                | 214 km/h         |
| Zrychlení 0–100 km/h            | 9,8 s            | 8,7 s            | -                 | 10,7 s           | 7,9 s                   | 8,5 s            |
| Kombinovaná spotřeba (l/100 km) | 6,6              | 7,0              | -                 | 4,9              | 5,7                     | 5,1              |
| Pohotovostní hmotnost (kg)      | 1320             | 1320             | -                 | 1410             | 1430                    | 1430             |

## Závodní verze

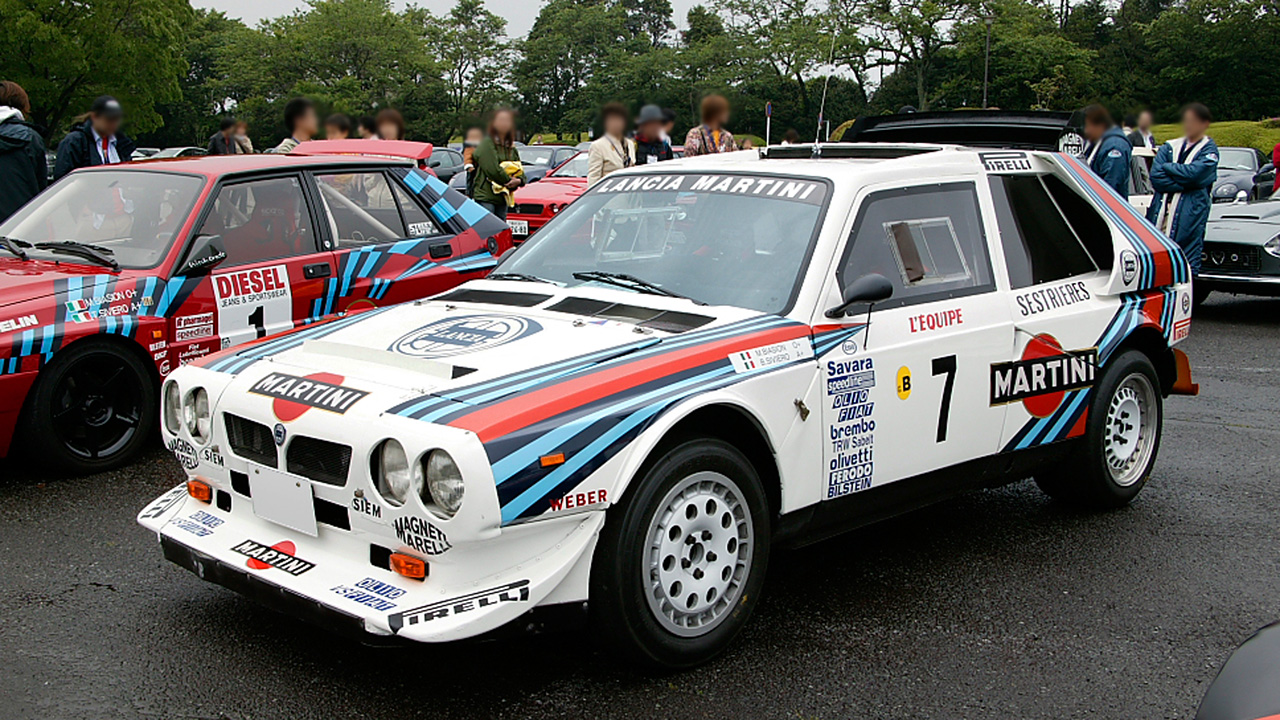
Delta S4

Lancia byla jednou z nejúspěšnějších značek v mistrovství světa v rallye všech dob. Zvítězila v 74 světových rally (Lancia Stratos, Lancia 037, Lancia Delta HF integrale), získala celkem 10 titulů mistra světa v hodnocení značek (6× Delta, 3× Stratos, 1× 037) a 5× v hodnocení jezdců (2× Miki Biasion, 2× Juha Kankkunen, 1× Sandro Munari). Tituly s Deltou HF integrale jsou o to cennější, že následovaly v řadě za sebou a jednalo se o cestovní vůz (skupina A dle řádů FIA – velkosériově vyráběné vozy) vycházející ze sériové produkce. Lancia získala rovněž 3 tituly mistra světa v rally ve skupině N a přinesla titul mistra světa 4 pilotům, titul mistra Evropy 15 jezdcům a Dámský pohár MS Minně Sillankorve z Finska.

### Delta S4

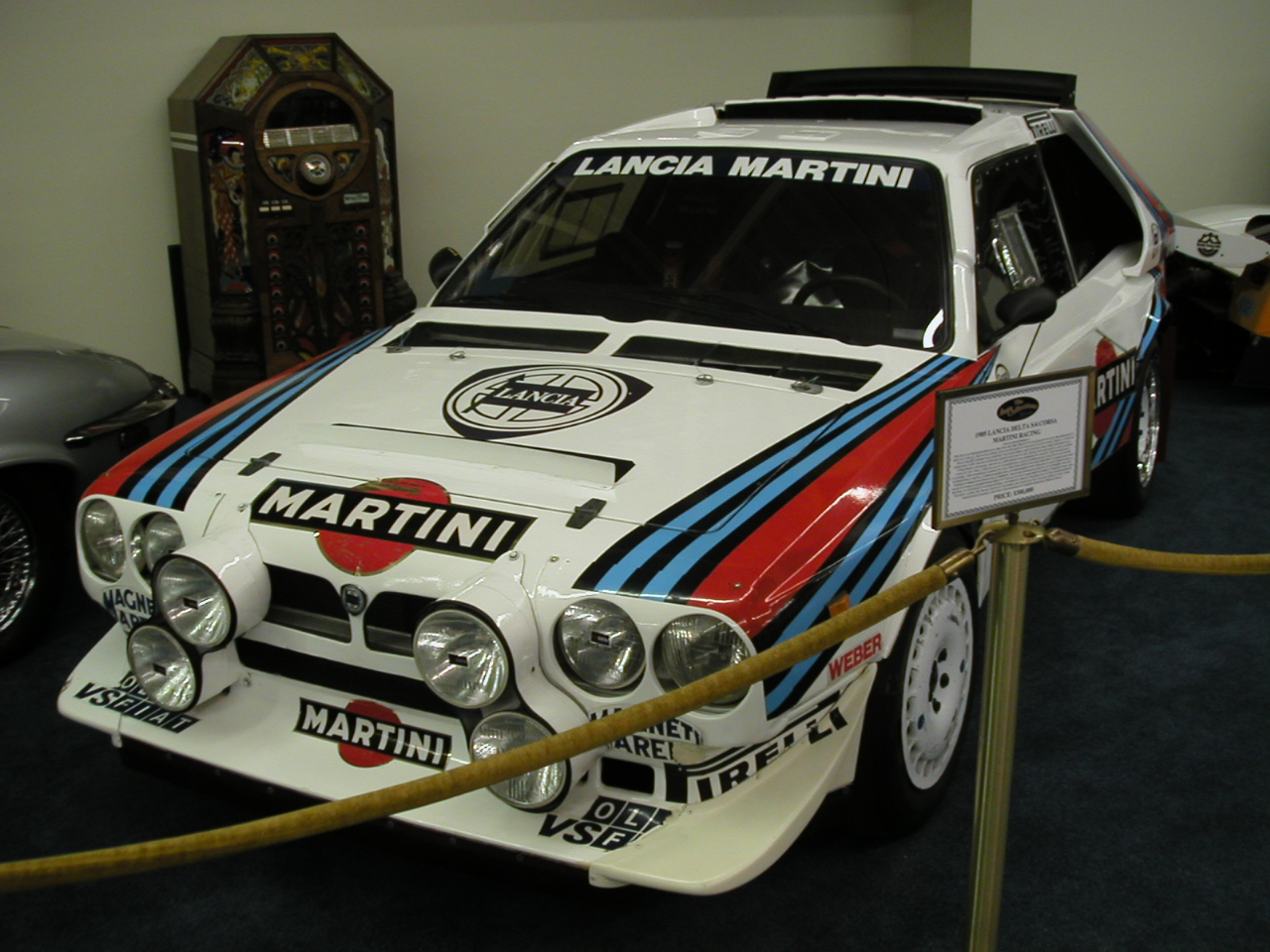
Lancia Delta S4

Speciál vyvinutý pro skupinu B - sportovní vozy – dle řádů FIA. Počet vyrobených kusů: 200. Karoserie byla tvořena příhradovým rámem z chrommolibdenových trubek s vlepenými voštinovými sendviči z Nomexu a Kevlaru. Soutěžní vozy byly navíc vybavovány vnitřním duralovým bezpečnostním rámem Heigo. Motor Abarth byl umístěn podélně za předními sedadly a byl mírně skloněn vlevo. Blok válců i hlava válců byly vyrobeny z lehkých slitin. Klikovou skříní procházel hnací hřídel pravého zadního kola. Zdvihový objem motoru byl 1759 cm³ (88,5 × 71,5 mm), kompresní poměr 7,5 : 1, přeplňování v nízkých otáčkách mechanickým dmychadlem Volumex (Roots), od 4000/min byl kompresor vyřazen z činnosti a o přeplňování se staralo turbodmychadlo KKK K26. Maximální výkon komerční verze Stradale byl 250 koní, soutěžní speciály disponovaly výkonem při představení 400 koní (294,4 kW při 8000/min.), během sezony automobilka přiznala 448 koní, avšak spekulace hovoří o výkonech kolem 500 koní na vybraných podnicích MS. Pětistupňová ručně řazená synchronizovaná převodovka ZF (u závodních verzí bezsynchronní) z hořčíkových slitin byla umístěna podélně před motorem ve společném bloku s rozvodovkou a mezinápravovým diferenciálem. Zavěšení obou náprav bylo tvořeno lichoběžníkovými prostorovými nápravami se spodními kovanými a vrchními lisovanými ocelovými rameny uloženými v kulových kloubech UniBall. Vpředu byl na každé kolo jeden teleskopický tlumič kmitů Bilstein uvnitř progresivní vinuté pružiny, vzadu byly na každé kolo dva tlumiče Bilstein a mezi nimi byla umístěna progresivní pružina s pryžovými dorazy. Pohotovostní hmotnost soutěžních speciálů byla pouhých 890 kg. Zrychlení továrních vozů záviselo na zpřevodování a nastavení na povrch trati, pohybovalo se na asfaltu kolem 2,5 sekundy z 0 na 100 km/h při maximální rychlosti kolem 250 km/h.
Lancia Delta S4 debutovala na britské RAC Rallye v roce 1985 a dva tovární vozy týmu Martini Racing obsadily první (Toivonen-Cresto) a druhé (Alen-Kivimäki) místo v absolutní klasifikaci. Následující sezona 1986 je někdy označována jako "zlatá éra" nebo také "černá sezona" světové rally. Automobilové soutěže v popularitě překonalo pouze mistrovství světa ve fotbale a souboje Peugeotů 205 Turbo 16 E2 s Lanciemi Delta S4, Fordy RS 200, Audi Quattro Sport S1 a MG Metra 6R4 v rukou nejlepších pilotů světa byly skutečně strhující. V Portugalsku 4 diváci přišli o život a 20 bylo zraněno, když domácí Santos s Fordem RS 200 ve snaze vyhnout se davu neukázněných diváků havaroval. Tragická smrt posádky Henri Toivonen a Sergio Cresto z týmu Martini Racing na Korsické rally v témže roce pak znamenala zákaz vozů skupiny B nad 1600 cm³ pro další roky. Další oběť si vyžádala havárie expilota formule 1 Marca Surera, při níž zahynul jeho spolujezdec Michel Wyder. Strhující sezona nakonec dopadla rozpačitě, když po manipulaci na Rallye San Remo 1986 získal titul mistra světa Markku Alen na Lancii, avšak po zrušení výsledků Rally San Remo ze strany FIA byl dodatečně mistrem světa korunován Juha Kankkunen z konkurenčního týmu Peugeot.
Původně vznikal ještě prototyp pro skupinu S (tedy skupinu prototypů) odvozený od Delty S4 pod továrním označením Lancia Delta ECV a ECV2 s unikátním "křížovým" plněním válců Triflux, avšak vzhledem k ukončení skupiny S ještě před jejím vypsáním a pozdějšímu tragickému ukončení skupiny B v rally (v kubaturách nad 1600 cm³) nikdy tento konstrukčně nesmírně pozoruhodný vůz nespatřil start ani jediné RZ.
Rozměry a hmotnost
- vnější rozměry 4005 × 1800 × 1500 mm (délka × šířka × výška)
- rozchod kol 1500/1520 mm (přední/zadní)
- rozvor náprav 2440 mm
- pohotovostní hmotnost 1200 kg
- užitečná hmotnost 160 kg

Motor
- benzínový řadový čtyřválec s rozvodem 2xOHC od firmy Abarth
- umístěn podélně před zadní nápravou
- zdvihový objem 1759 cm³
- nejvyšší výkon 184 kW (250 hp) při 6750 ot./min (závodní verze až 410 kW (550 hp))
- nejvyšší točivý moment 291 Nm při 4500 ot./min
- přeplňování válců mechanicky poháněným dmychadlem Abarth a turbodmychadlem KKK s chladiči plnicího vzduchu

Převodové ústrojí
- v bloku s motorem
- dvoukotoučová suchá spojka s kapalinovým ovládáním
- pětistupňová převodovka ZF (u soutěžních vozů s přímými zuby bez synchronizace)
- mezinápravový diferenciál ZF s lamelovou spojkou v roli uzávěrky rozdělující točivý moment 50:50, 60:40 nebo 30:70 na přední:zadní nápravu
- diferenciály ZF s omezenou svorností nastavitelnými lamelovými spojkami na přední i zadní nápravě

Podvozek
- všechna kola nezávisle zavěšená na lichoběžníkových závěsech s horními lisovanými a spodními kovanými rameny v kloubech UniBall
- pérování vinutými pružinami s teleskopickými kapalinovými tlumiči Bilstein (vzadu zdvojenými) a nastavitelnými příčnými zkrutnými stabilizátory
- kotoučové brzdy s dvojicí brzdových válců (pro přední a zadní nápravu nezávisle s možností seřizování za jízdy) a čtyřpístkovými třmeny Bremo s ventilovanými kotouči o průměru 310 mm vpředu a dvojicí dvoupístkových třmenů Brembo (jeden pro ruční brzdu) vzadu
- dvě palivové nádrže o objemu 37 l (u modelu Stradale)
- pneu 205/55 VR 16 (u modelu Stradale)

Výkony
- maximální rychlost 225 km/h (soutěžní verze Competizione až 250 km/h)
- zrychlení z 0 na 100 km/h za 6,0 s (soutěžní verze Competizione od 2,3 s)
- 1 km s pevným startem za 25,6 s (stradale)
- spotřeba paliva 8,5/10,9/12,9 l/100 km (90 km/h/120 km/h/město – verze Stradale)[1]

Vítězství vůz získal i na Rallye Monte Carlo 1986. O vítězství bojoval i Henri Toivonen i na Korsice. Avšak havaroval a v troskách zahynul. Po této havárii byla skupina B zrušena s platností od následující sezony. Ve zbytku sezony pak Lancia bojovala s Peugeotem o titul a prohrála. Po zrušení skupiny se Lancia účastnila rallycrossu a závodů do vrchu.

### Delta HF
Lancia Delta HF: Sportovní verze modelu Delta s osmiventilovým motorem DOHC. Blok motoru se zdvihovým objemem 1585 cm³ litinový, hlava válců s dvěma vačkovými hřídeli z lehkých slitin. Maximální výkon dle provedení 132–140 koní při 5500/min. Motor vpředu napříč, přeplňování výfukovým turbodmychaldem Garrett TBO2. Pětistupňová převodovka, pohon předních kol. Všechny brzdy kotoučové s plovoucími jednopístky Girling vpředu a Bendix vzadu.
Lancia Delta HF 4 WD: První generace vozu Lancia Delta s pohonem všech kol měl být model HF 1.6 Turbo 4×4. Podlaha Delty HF byla výrazně zpevněna a uzpůsobena k montáži mezinápravového diferenciálu, kardanu a zadního diferenciálu. Jenže vůz nedosahoval očekávaných parametrů díky velkým ztrátám trakčního systému, a tak byl nakonec po nutných úpravách za pohonnou jednotku zvolen čtyřválec 2.0 s přeplňováním a dvojicí protiběžných vyvažovacích hřídelů, který byl používán ve velkém modelu Lancia Thema. V automobilových soutěžích zahájila Lancia Delta HF 4WD sérii vítězného tažení, když již při prvním startu na Rallye Monte Carlo 1987 získal vítězství Miki Biasion a druhý dojel Juha Kankkunen. Toto tažení bylo ukončeno až v závěru sezony 1992, kdy Lancia po zisku celkově desátého titulu mistra světa v rally světové automobilové soutěže opustila.

### Delta HF Integrale

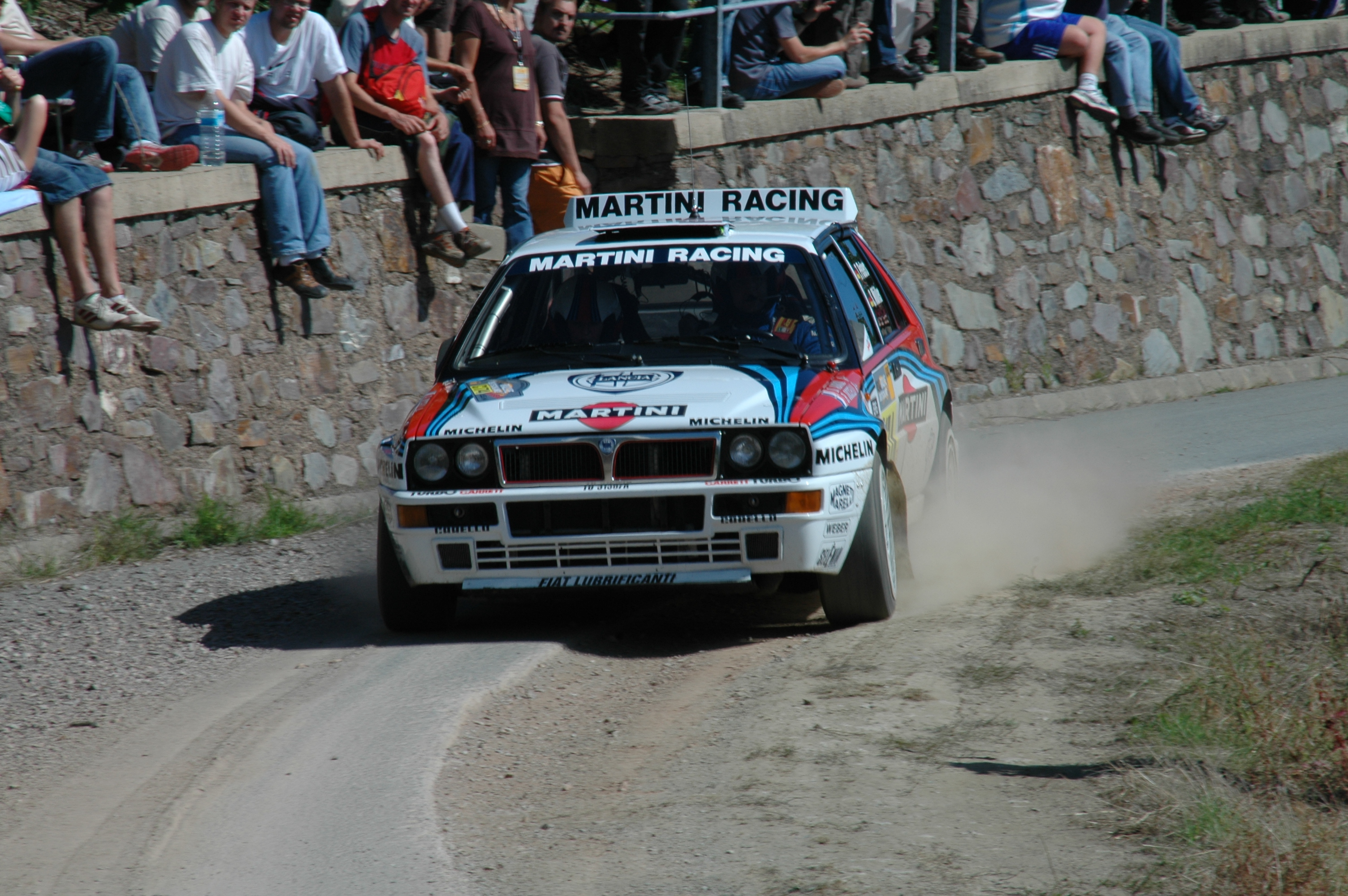
Lancia Delta Integrale

Lancia Delta HF Integrale: Druhá generace Delty s pohonem všech kol přišla koncem roku 1987 a jejím úkolem bylo zvýšit stabilitu a rychlost vozu zejména na asfaltovém povrchu.
Proto byla zesílena karoserie, přední i zadní zavěšení bylo upraveno a rozšířeno, což si vynutilo vyboulení blatníků. Byly použity větší brzdové třmeny i kotouče jak vpředu, tak i vzadu. Proto byl vůz standardně osazován 15" koly místo dosavadních 14". Změny se dále týkaly zejména motoru: nová hlava válců přispěla ke zlepšení objemové účinnosti, celý klikový mechanismus byl upraven pro vyšší tlaky. Zcela koncepčně přepracován byl systém regulace přeplňování, který se v této podobě v podstatě používá u většiny benzinových turbomotorů dodnes. Byl zaveden systém overboostu (krátkodobého zvýšení plnicího tlaku), který si vyžádal zcela nový motormanagement Weber-Magneti-Marelli IAW, pracující na procesoru Motorola 68xxx.
Lancia Delta HF Integrale 16v: Třetí generace Delty s pohonem všech kol přinesla zcela jinou pohonnou jednotku a jinou převodovku s pozměněným mezinápravovým diferenciálem. Na voze se změnilo takřka vše: větší záklon předních vzpěr si vyžádal konstrukční zásahy na karoserii, které krom toho měly za úkol přispět k dalšímu zpevnění. Vlivem vyššího sání nového motoru musela být kapota opatřena mohutným prolisem, aby se agregát vůbec do malé Delty vešel. Jednalo se opět o přeplňovaný čtyřválec DOHC, ale tentokráte se 16 ventily a přepracovaným spalovacím prostorem, posunutým více do dna pístů. Vznikl tak agregát s velmi plochou křivkou krouticího mometu v širším pásmu otáček. Spojka dostala hydraulické ovládání a převodovka doznala změn v odstupňování. Mezinápravový diferenciál již nepřenášel 55 % krouticího momentu na přední a 46 % na zadní kola, ale poměr se změnil na 47/53 % ve prospěch zadní nápravy. Tím došlo ke značnému posunu v jízdních vlastnostech vozu.

### Delta Evoluzione
Lancia Delta HF Integrale Evoluzione: Čtvrtá generace Delty s pohonem všech kol byla postavena na zcela nové platformě. Karoserie byla kompletně přepracována a opět výrazně zpevněna. Vůz byl rozšířen na 1770 mm, neboť bylo použito zcela nové zavěšení předních i zadních kol. Změnila se charakteristika vzpěr i jejich uložení, zadní ramena byla vykována z hliníkových slitin. Přední náprava dostala nové čtyřpístkové brzdové třmeny Brembo místo dosavadních plovoucích jednopístků Girling. Zvětšeny byly i zadní kotouče. Zadní diferenciál byl uložen v ochranné kleci. Drobné změny nastaly i v interiéru a výrazně se zlepšila i kvalita zpracování. Motor zůstal prakticky shodný s modelem 16v, úpravy se týkaly pouze motormanagementu a jejich úkolem bylo nadále zploštit výkonovou křivku a zkrátit reakční dobu turbodmychadla. Započata byla výroba limitovaných edicí, kdy každá jedna z nich měla vlastní charakteristické prvky. Výkonové parametry se změnily jen nepatrně. Podstatné změny ale nastaly v oblasti jízdních vlastností, které se díky zvýšené stabilitě a pružnějším přechodům za hranici adheze ještě výrazně zlepšily.
Lancia Delta HF Integrale 16v Kat/EvoII: Poslední generace Delty s pohonem všech kol přišla v roce 1993. Kromě drobných změn karoserie přišla zejména s kompletně přepracovaným motorem 16v, vybaveným katalyzátorem výfukových plynů. Byla vybavena jiným turbodmychadlem, zcela novou řídicí jednotkou, zapalování motoru již nemělo mechanický rozdělovač a hlavně splňovala emisní normu US Federal '83, čímž byl umožněn její export do všech zemí Evropy. Motor doznal změn i na odlehčených pístech a v některých případech byl změněn i stálý převod převodovky. Vzhledem k tomu, že většina vyrobených exemplářů Integrale 16v Kat označované nejčastěji jako EvoII tvořily limitované edice, lišily se jednotlivé vozy nejen interiérem, ale i exteriérem (například se používaly 3 druhy světlometů, 2 druhy předních nárazníků, atd.). Kromě zmíněného stálého převodu byly některé edice vybaveny i ostřikem chladiče stlačeného vzduchu (u Evoluzione to byly Martini 5 a Martini 6, u Evo II Dealer's a Final Collection). Poslední dvě edice putovaly výhradně do Japonska.

### Delta ECV

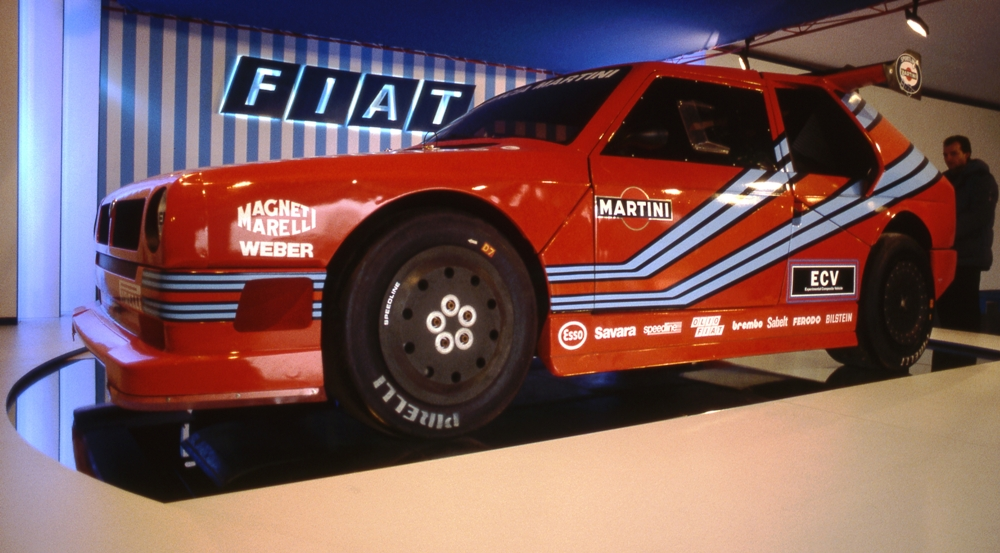
Lancia Delta ECV

Vůz Lancia Delta ECV se měl stát nástupcem Delty S4, s níž sdílel i většinu nosných dílů. Byl připravován pro vypisovanou kategorii S soutěžních speciálů, která však nebyla nikdy oficiálně spuštěna. Vůz měl startovat od sezony Mistrovství světa v rallye 1987. Jediný dochovaný a dopracovaný exemplář prototypu Lancia Delta ECV (Experimental Composite Vehicle) představil až v roce 2010 na Rally Legend v San Marinu známý italský podnikatel a sběratel pan Giuseppe Volta. Vůz za jízdy předvedl dvojnásobný mistr světa v rally, Miki Biasion, za doprovodu Ing. Lombardiho, který je autorem dodnes unikátního systému "křížového" plnění válců Triflux. Přítomni byli rovněž konstruktéři Ing. Lamperti, Ing. Limone, exmanažer týmu Martini-Lancia Cesare Fiorio a další. Druhé a dosud poslední představení tohoto nesporně technicky pozoruhodného vozu následovalo při Rallye Český Krumlov 2011 v České republice.
Automobil má výkon kolem 450 kW (cca 600 koní) a motor je opět uložen vzadu podélně mezi zadní nápravou, mírně skloněný vlevo. Celohliníkový čtyřválec zdvihového objemu 1759 cm³ se 16 ventily je přeplňován dvěma turbodmychadly, jedním malým vlevo a velkým vpravo. Výfukové plyny jsou k turbodmychadlům přiváděny od výfukových ventilů (jeden v pravé a druhý křížem v levé části hlavy válců) speciálně konstruovanými kanály tak, že v nízkých otáčkách jdou všechny plyny z obou větví výfukového potrubí do menšího turbodmychadla a až ve středním pásmu otáček jsou vedeny do protějšího velkého turbodmychadla. Stlačený vzduch z turbodmychadel je pak přiváděn do jednoho mezichladiče z každé strany motoru (celkem tedy dvou) a následně do zásobníku nad hlavou válců, v jehož spodní části se v ose s písty nachází vstřikovací ventily palivové soustavy. Konstrukce sacích ventilů je pak zrcadlově opačná proti výfukovým, tedy vedle každého jednoho výfukového ventilu se nachází jeden ventil sací proti němuž se opět nachází vždy ventil výfukový. Převodovka a další mechanické díly jsou převzaty z Delty S4 a případně podle potřeby modifikovány.
Koncem roku 1986 byly zahájeny i přípravné práce na prototypu Lancia Delta ECV II s odlišným systémem pohonu všech kol, který měl mít mezinápravový diferenciál s plynulou změnou přenosu výkonu na přední a zadní nápravu.

### Externí odkazy

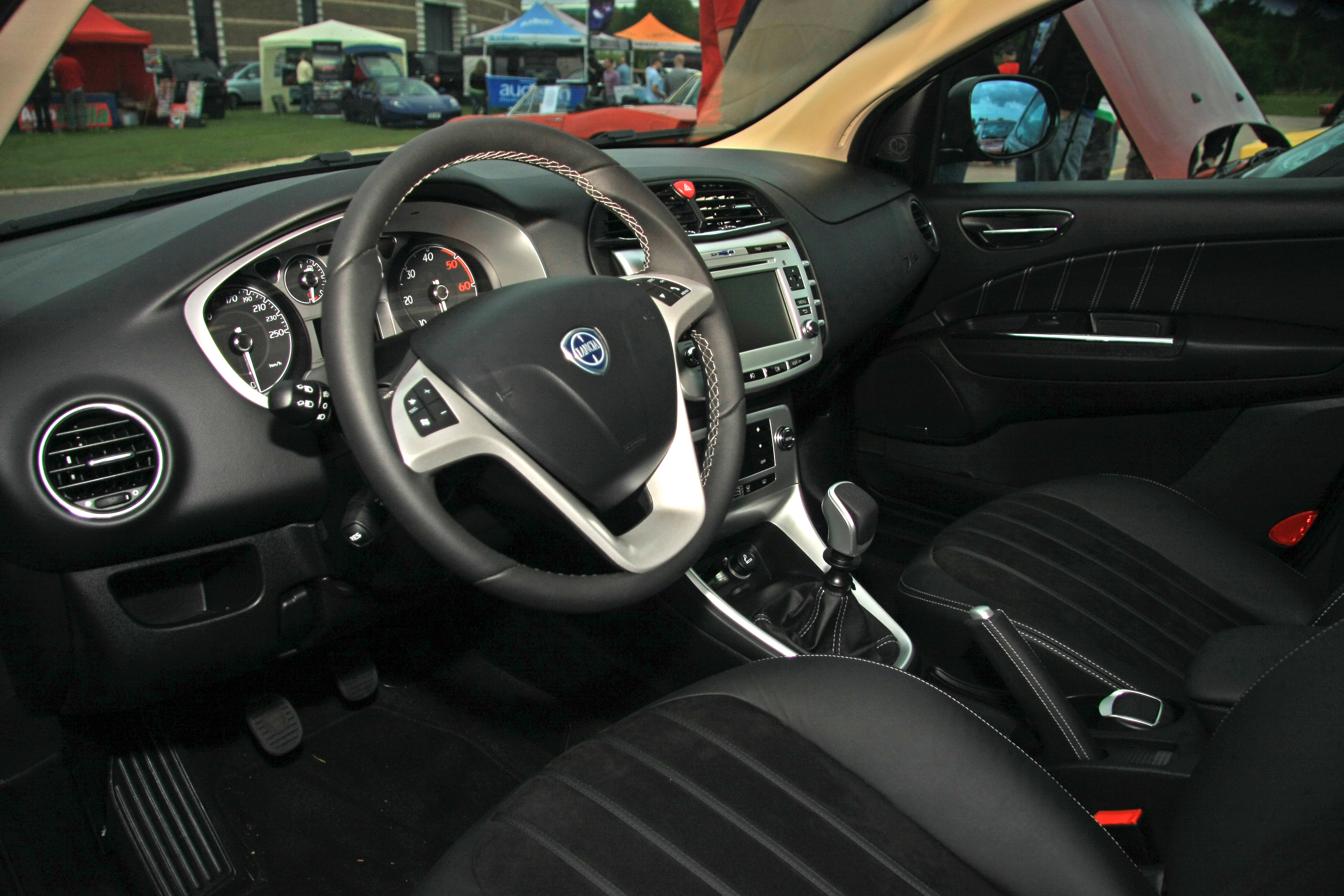
Interiér vozu Lancia Delta, r.v. 2008